# Mikroregion Aquidauana

Mikroregion Aquidauana

Mikroregion Aquidauana – mikroregion w brazylijskim stanie Mato Grosso do Sul należący do mezoregionu Pantanais Sul-mato-grossenses.

## Gminy
- Anastácio
- Aquidauana
- Dois Irmãos do Buriti
- Miranda